# Водонапорная башня на Коммунстроевской улице
Водонапорная башня на Коммунстроевской улице — инженерное сооружение в Октябрьском районе Новосибирска, построенное в 1910-х годах. Объект культурного наследия Новосибирской области.

## Описание
Водонапорная башня была построена в 1910-х годах в комплексе сооружений станции Ново-Николаевск (сейчас — Новосибирск-Южный).
В 2015 году башня и ряд других станционных объектов были включены в перечень выявленных объектов культурного наследия Новосибирской области.
В 2017 году представители мэрии Новосибирска заявили о планируемом размещении в башне музея, но не уточнили его тематическую категорию.

## Галерея

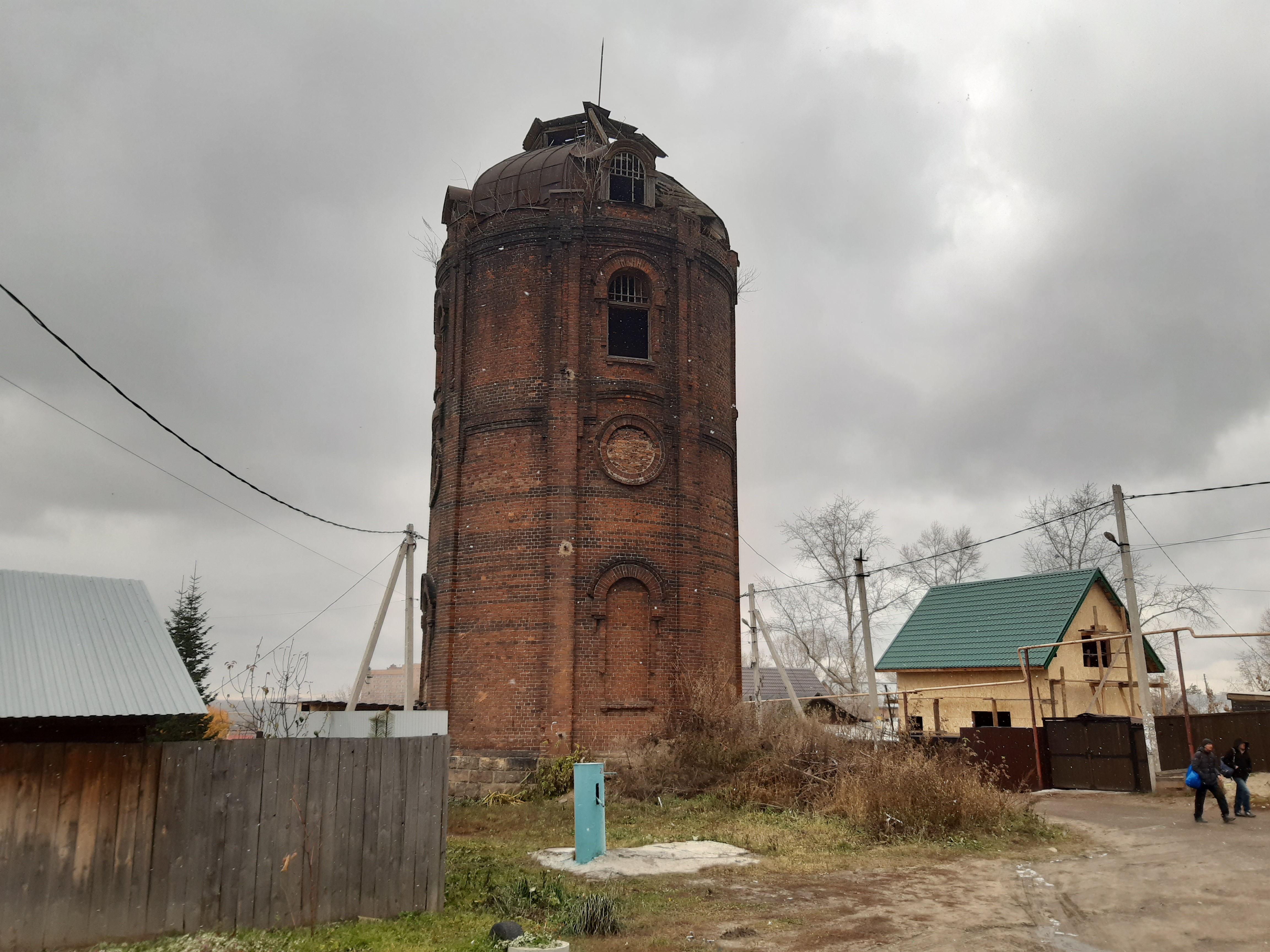
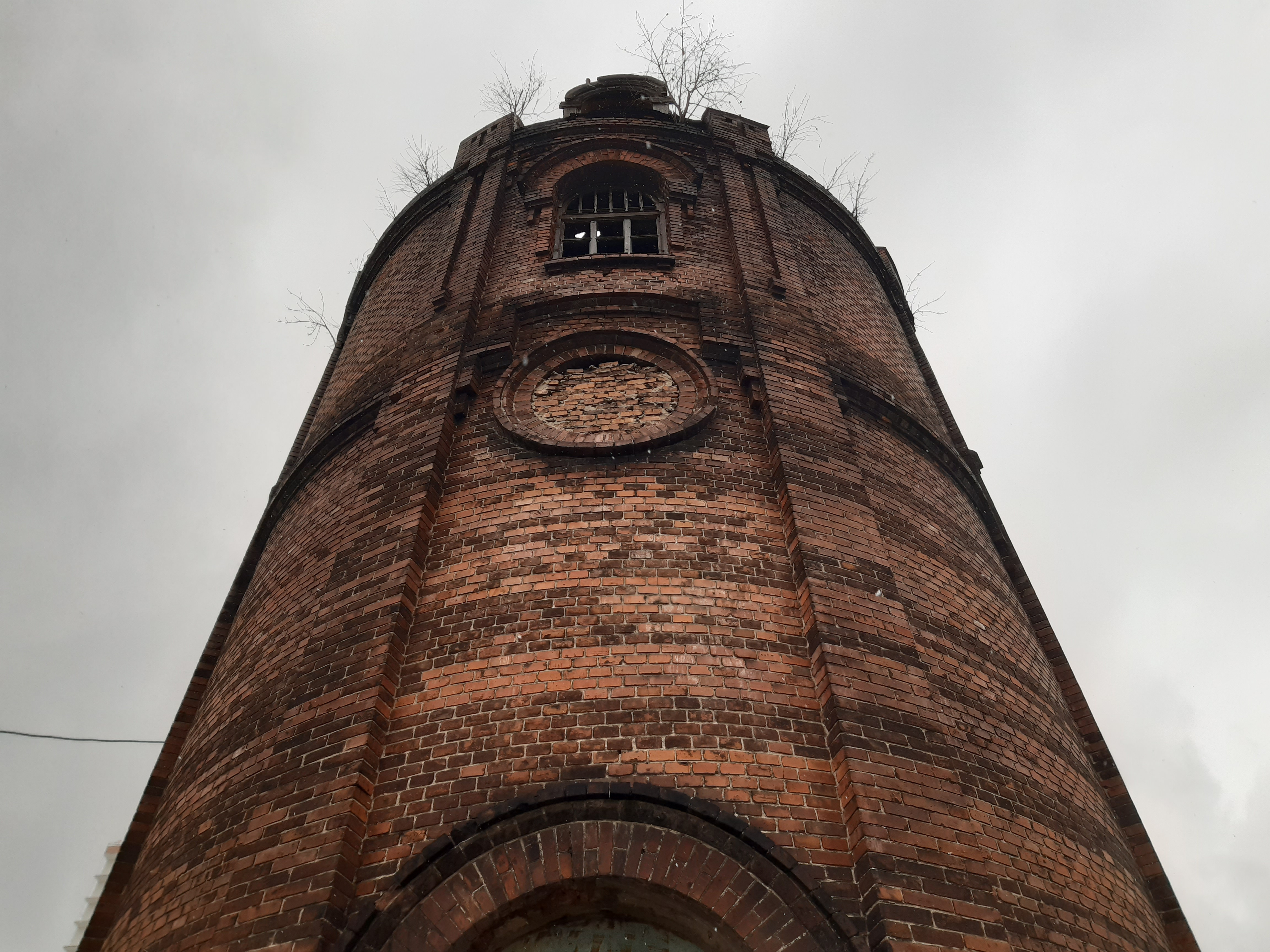
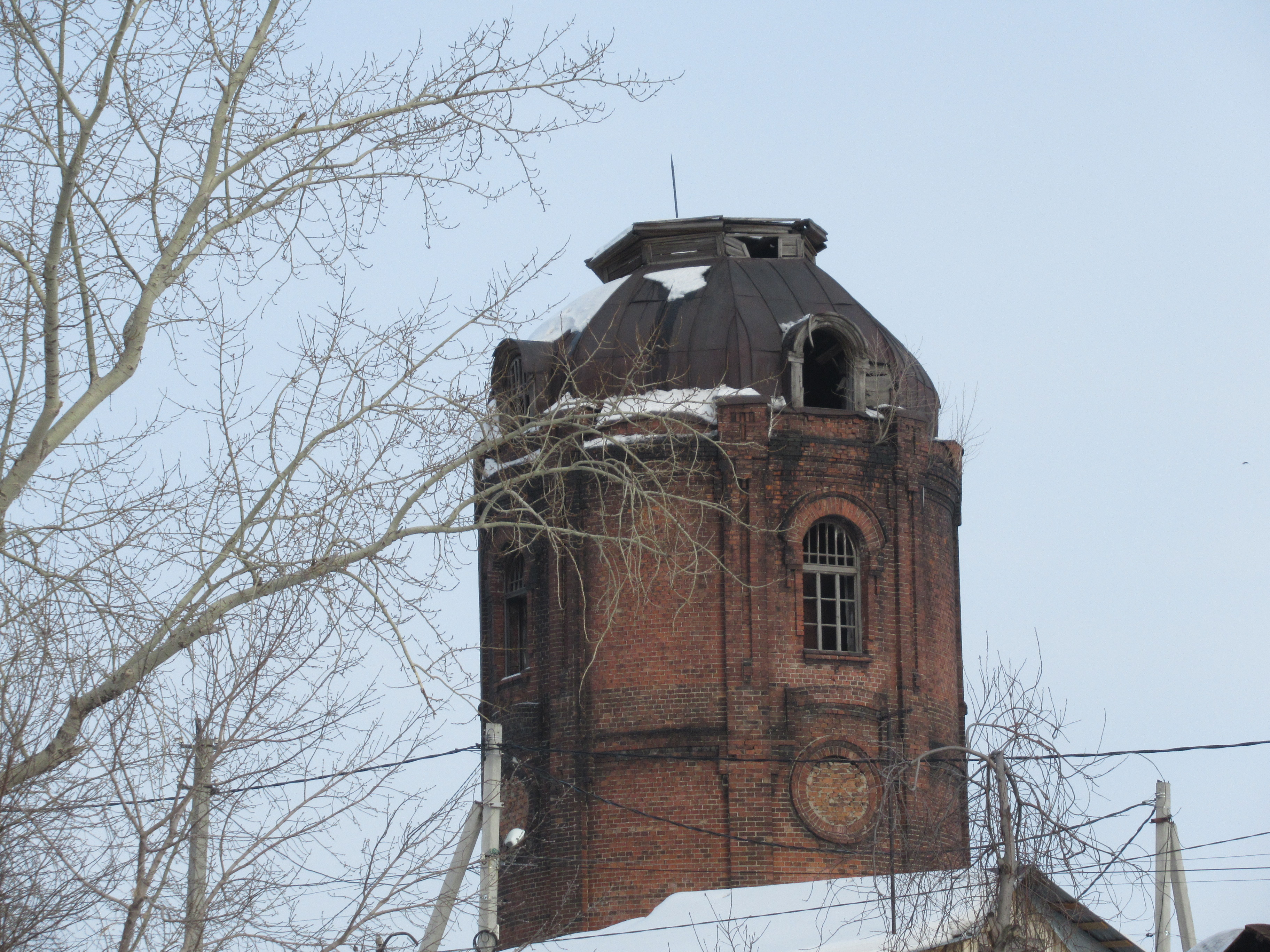
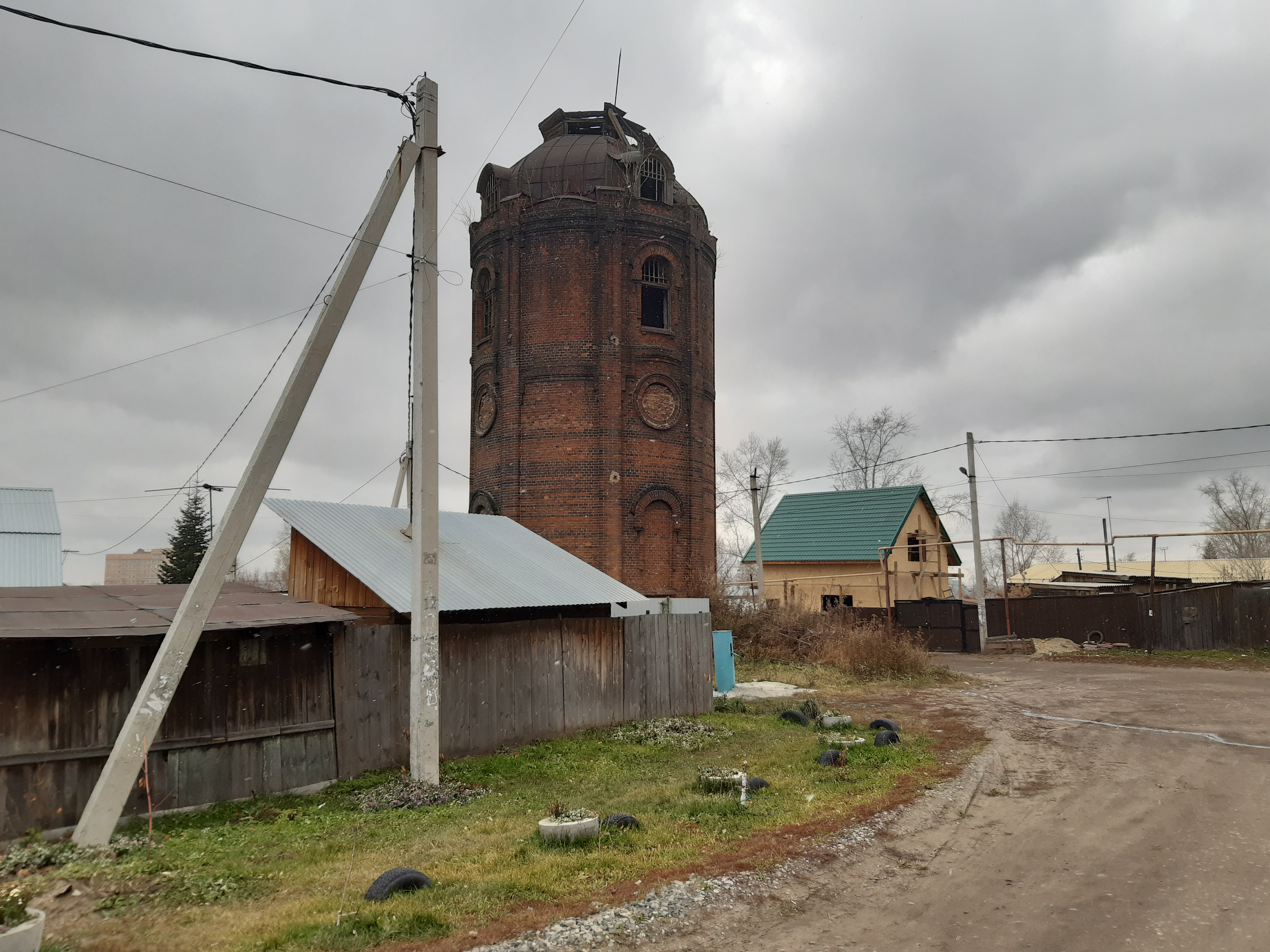